# Erich Rätsch
Erich Rätsch (* 21. Februar 1911 in Rydultau; † unbekannt) war ein deutscher Schlosser, LPG-Vorsitzender und Volkskammerabgeordneter der SED.

## Leben
Rätsch stammte aus der preußischen Provinz Schlesien und war der Sohn eines Arbeiters. Nach dem Besuch der Volksschule nahm er 1925 eine vierjährige Lehre zum Schlosser auf. Danach war er als Betriebs- und Autoschlosser tätig. Nach Ausbruch des Zweiten Weltkrieges wurde er zur deutschen Wehrmacht einberufen. Nach seiner Rückkehr war er von 1945 bis 1946 als Landarbeiter und bis 1952 als Neubauer tätig. Von 1950 bis 1952 war er Vorsitzender der Landwirtschaftlichen Produktionsgenossenschaft (LPG) „Neues Deutschland“ in Neutz und ab 1960 Vorsitzender der LPG „Patriot“ in Neutz-Lettewitz im Saalkreis.

## Politik
Rätsch wurde 1946 Mitglied der SED und der VdgB.  
In den vier Wahlperioden von 1954 bis 1971 war er Mitglied der SED-Fraktion in der Volkskammer der DDR. Er war Mitglied des Ausschusses für Arbeit und Sozialpolitik.

## Auszeichnungen
- Vaterländischer Verdienstorden in Bronze
- Medaille „Für ausgezeichnete Leistungen“